# Gemeentelijke ijsbaan van Betsukai
De gemeentelijke ijsbaan van Betsukai (別海町営 スケートリンク) is een ijsbaan in Betsukai in de prefectuur Hokkaido in het noorden van Japan. De openlucht-natuurijsbaan ligt op 18 meter boven zeeniveau. 
Erkende ijsbanen

Niet-erkende ijsbanen